# 1976 في النمسا
فيما يلي قوائم الأحداث التي وقعت خلال عام 1976 في النمسا.

## أحداث
- 4 فبراير – الألعاب الأولمبية الشتوية 1976

## مواليد

### يناير
- 13 يناير – فيليكس غوتوالد لاعب تزلج نوردي مزدوج نمساوي.

### فبراير
- 3 فبراير – دوريس مادر لاعبة تنس طاولة نمساوية.

### مارس
- 10 مارس – بربارا شيت لاعبة كرة مضرب نمساوية.
- 18 مارس – وولفغانغ سكرانز لاعب كرة مضرب نمساوي.

### يونيو
- 21 يونيو – ريني أوفهاوسر لاعب كرة قدم نمساوي.[1]

### أكتوبر
- 9 أكتوبر – توماس فاغنر لاعب كرة قدم نمساوي.

### نوفمبر
- 16 نوفمبر – باتريك فولسر لاعب كرة يد نمساوي.

### ديسمبر
- 5 ديسمبر – هاينز ويبر لاعب كرة قدم نمساوي.[2]

## وفيات

### يناير
- 9 يناير – ليوبولد هوفمان (مواليد 1905) لاعب كرة قدم نمساوي.

### فبراير
- 17 فبراير – ماتياس كابوريك (مواليد 1911) لاعب كرة قدم نمساوي.

### أغسطس
- 2 أغسطس – فريتز لانغ (مواليد 1890)[3]

### ديسمبر
- 24 ديسمبر – دوارتي نونو (مواليد 1907) إنفانتي برتغالي.[4]